# یلزوتا بانرانتسوا
یلزوتا بانرانتسوا (روسی: Елизавета Петровна Багрянцева؛ ۲۷ اوت ۱۹۲۹ – ۲۴ ژانویه ۱۹۹۶ (aged 75)) ورزشکار دو و میدانی اهل روسیه بود.
وی در مسابقات کشوری و بین‌المللی در مجموع برندهٔ ۱ مدال نقره شده‌است.